# Zingeria
Zingeria is een geslacht uit de grassenfamilie (Poaceae). De soorten van dit geslacht komen voor in Europa en gematigde delen van Azië. De naam Zingeria is ter ere van Vasily Jakovlevich Zinger (1836–1907), een Russisch wiskundige, botanicus en filosoof.

## Soorten
Van het geslacht zijn zes soorten bekend: 
- Zingeria biebersteiniana
- Zingeria densior
- Zingeria kochii
- Zingeria pisidica
- Zingeria trichopoda
- Zingeria verticillata